# Kromtrioxid
Kromtrioxid är en oxid av metallen krom och anhydriden av kromsyra. Den har formeln CrO3.

## Egenskaper
Kromtrioxid sönderfaller vid 197 °C till dikromtrioxid (Cr2O3) och syrgas (O2).
{\displaystyle {\rm {4\ CrO_{3}\rightarrow 2\ Cr_{2}O_{3}+3\ O_{2}}}}
Kromtrioxid är som alla andra föreningar innehållande krom i oxidationstillstånd +6 mycket giftigt, frätande och carcinogent. Krom i oxidationstillstånd +3 är jämförelsevis harmlösa, därför används reduktionsmedel för att oskadliggöra kromtrioxid och kromater.
Kromtrioxid är ett starkt oxidationsmedel och kan självantända vid kontakt med lättoxiderade organiska föreningar som etanol.

## Framställning
Kromtrioxid framställs genom att lösa upp natriumkromat (Na2CrO4) eller natriumdikromat (Na2Cr2O7) i svavelsyra (H2SO4).
{\displaystyle {\rm {Na_{2}CrO_{4}+H_{2}SO_{4}\rightarrow CrO_{3}+Na_{2}SO_{4}+H_{2}O}}}
{\displaystyle {\rm {Na_{2}Cr_{2}O_{7}+H_{2}SO_{4}\rightarrow 2\ CrO_{3}+Na_{2}SO_{4}+H_{2}O}}}

## Användning
Kromtrioxid används ofta som tillsats vid förkromning. Det reagerar med andra metaller som zink och bildar ett passvit lager kromat som skyddar mot korrosion.
Det används också inom organisk syntes för att oxidera alkoholer till motsvarande ketoner och aldehyder.
{\displaystyle {\rm {2\ CrO_{3}+3\ RCH_{2}OH\rightarrow Cr_{2}O_{3}+3\ RCHO+3\ H_{2}O}}}